# Märklin

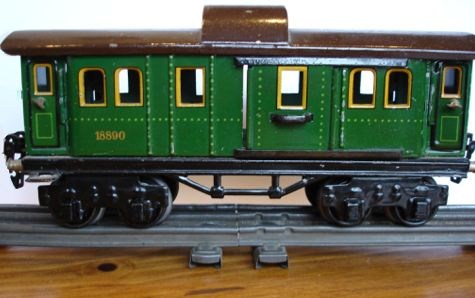
Postvagn i skala 1.

Märklin (Gebr. Märklin & Cie GmbH) är en tysk leksakstillverkare, grundad år 1859 av Theodor Friedrich Wilhelm Märklin, med huvudkontor i Göppingen. Till en början tillverkade man främst tillbehör till dockhus, ångmaskiner och kraftiga leksaker i gjutjärn. Med tiden kom man att bli mer känd för tillverkningen av modelltåg och idag utgör huvuddelen av produktionen modelltåg och modelljärnvägar. För vissa är namnet Märklin synonymt med modelljärnväg. Företaget fick stora ekonomiska problem under slutet av 2000-talet och den 4 februari 2009 ställde företaget in betalningarna. Den 6 februari samma år begärdes företaget i konkurs, och drevs vidare av en konkursförvaltare. Denne meddelade dock i juli 2010 att företaget åter gick med vinst, trots att inget nytt kapital tillkommit.

## Kort historik
År 1891 började man tillverka ett urverksdrivet leksakståg med skenor som gick att sätta ihop till olika spårplaner, vilket blev en succé. Senare kom en eldriven variant där modelltåget drevs med 110 volt och skenorna kopplades direkt till vägguttaget, något som självklart ledde till att barnen emellanåt fick kraftiga stötar när de lekte med tåget. 1926 kom en ny variant med en transformator som ledde ut 20 volt till skenorna och därför inte riskerade barnens liv. 1935 skedde en viktig förändring då man satsade på mindre modelltåg än tidigare och introducerade ett system med lok, vagnar och skenor i skala 00, 1:76.
Tre år senare blev det möjligt att fjärrstyra körriktningen och samma år kom kontaktledningen som gjorde det möjligt att köra flera tåg oberoende av varandra på samma sträcka. I princip är dessa system fortfarande kompatibla med dagens modelltåg, även om man senare bytte skalan på lok och vagnar från 1:76 till 1:87, H0, och dagens modeller har olika finesser som kommit med framför allt digitalteknikens intåg.
Av de olika skalor man tidigare haft tillverkning i återstår numera 1, H0 och Z. Det klart största sortimentet finns i H0.
Bland Märklins övriga tillverkning märks bland annat metallbyggsatser av Meccano-typ, fint detaljerade ångmaskiner och bilbanor med namnet Märklin-Sprint, vilka utmärktes av nästan samma känsla och kvalitet som modelltågen. Tillverkningen av de senare lades ner 1982 då lågprismärken konkurrerade ut Märklin på detta område.

## Skenor i H0

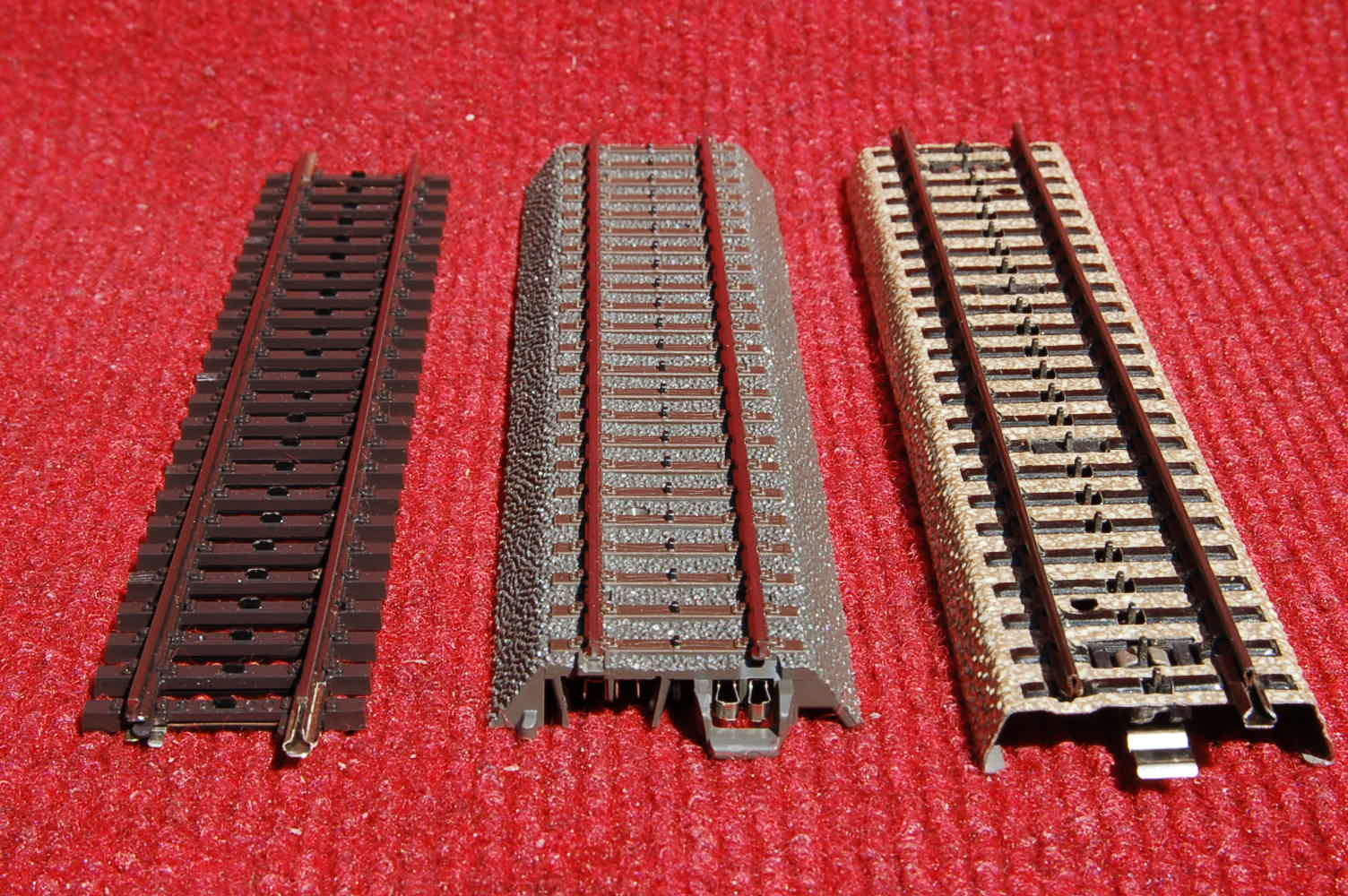
Märklinräls i skala H0 av typ K, C, och M

Det system Märklin använder sig av i H0 utmärker sig bland modelltågstillverkare genom att använda ett speciellt system för att strömförsörja tågen. Alla andra större tillverkare använder ett system med likström och två räler (plus och minus), men Märklin använder ett växelströmssystem med punktkontakter som sticker upp ur sliprarna. Punktkontakterna är kopplade till fasen. Under loken och i vissa fall vagnarna finns en så kallad släpsko som står i kontakt med punktkontakterna. Rälerna är kopplade till nollan. Vid drift används en reglerbar växelspänning. Den kan regleras mellan cirka 5 Volt och 16 Volt. För att växla körriktning ges en spänningsstöt på cirka 24 Volt som påverkar ett speciellt relä i loket. Spänningsstöten medför att reläet växlar kontakt mellan de två fältlindningarna för fram- respektive backgång. Fördelarna med Märklin-systemet är den exceptionellt goda elektriska kontakten och tåligheten mot smuts och oxider på spår och punktkontakter samt enkelheten vid byggande av till exempel vändslingor. Nackdelen är en något högre ljudnivå vid gång samt en lägre grad av realism i lokens undersidor.
Före 1953 tillverkades plåtskenor med heldragen mitträl på ovansidan, men detta år introducerades en mer realistisk skena där ledaren satt på undersidan och hade piggar som stack upp ur banvallen. Skenan fick samtidigt en mer realistisk brun målning. Denna skena brukar kallas M-skenan och tillverkas inte längre. M-skenan tillverkades i ett flertal olika varianter fram till år 2001.

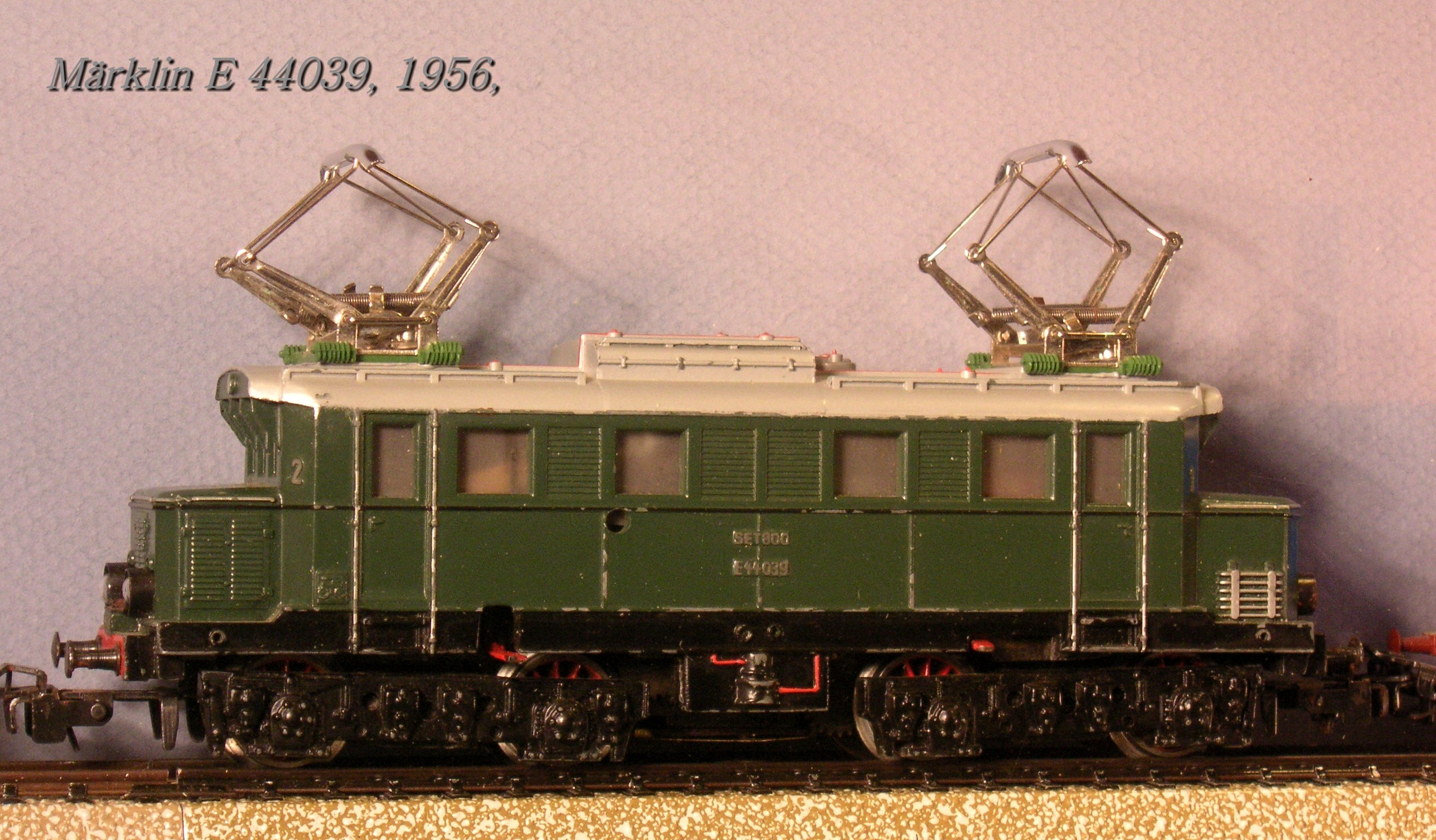
E-lok, tyska E 44039, katalognummer 3011, från 1956, spår HO

1969 kom K-skenan, som är en mer naturtrogen skena med sliprar i plast och räls i nysilver. Den saknar alltså banvall, vilken modellbyggaren själv får bygga upp efter tycke och smak. I denna serie ingår en 900 millimeter lång flexibel skena som gör det möjligt att lägga väldigt mjuka kurvor, vilket ger större frihet eftersom man slipper begränsa sig till de kurvradier som de fasta kurvbitarna tillverkas i. 
1996 lanserades den nyare C-skenan, som är en barnvänlig skena som sätts ihop genom att det hörs ett klickljud när skenorna monteras samman. Skenorna har en banvall av plast och den elektriska kopplingen är säkrare än i M-skenan. Vidare har stor tankemöda lagts på att ta fram ett genomtänkt system med olika kurvradier som går att kombinera på olika sätt.
Förutom raka och böjda bitar finns ett antal olika växlar, korsningar, broar, järnvägsövergångar och annat till de olika skentyperna.
Med hjälp av särskilda sektioner som fungerar som övergångar går det att kombinera olika typer av skenor, såväl äldre som nyare i samma anläggning.

## Övriga skalor
Märklin tillverkar också modelljärnvägar i Skala 1 - 1:32 och Skala Z - 1:220. Båda dessa använder 2-rälsteknik. Skala 1 styrs vanligen digitalt, men kan också köras med analog växelström eller likström. Skala Z styrs med analog likström, och är en skala där Märklin i stort sett är ensamma på marknaden.

## Digitalsystem
Märklin var tidigt ute med ett system som styr modelljärnvägar med digital teknik, och med komponenter från Motorola konstruerades det första systemet Märklin Digital under 1980-talet. Det gjorde att man kunde köra flera tåg på samma spår oberoende av varandra, och dessutom kontrollera belysning och andra funktioner. I och med den digitala styrningen behövdes inte längre körriktningsreläerna och de 24V-stötar som tidigare gav signal till loket att ändra riktning. Ökad konkurrens från andra tillverkare gjorde att man tog fram ett förenklat system, Delta. Det var billigare, men saknade många av de funktioner som användarna efterfrågade. Bland annat fanns inte den tröghet i acceleration och inbromsning som Märklin Digital har (en simulering av hur tåg i verkligheten rör sig). 
Med tiden togs en ny standard fram, och på 2000-talet kom Märklin Systems, som förutom att styra de tidigare loken även hade en ny typ av dekoder, mfx. Nya styrenheter och dekodrar togs fram, samtidigt som priserna sjönk på denna teknik. Av olika skäl valde man sedan att byta tillbaka namnet till Märklin Digital, och i de senaste utgåvorna kan systemet även hantera dekodrar som följer DCC-standarden. Vissa startsatser har billiga digitala styrenheter som har gjort att den gamla typen av transformator inte längre efterfrågas.

## Lok och vagnar
Märklin tillverkar rullande materiel från ett stort antal länder och från vitt skilda epoker, såsom ånglok, diesellok, ellok, motorvagnståg och snabbtåg, men även person- och godsvagnar av en mängd olika typer. Den klassiska konstruktionen av Märklin-lok hade en elmotor med ganska stor diameter placerad på tvären i loket, med kugghjulsdrivning på en eller två hjulaxlar. Ett eller flera drivhjul har då slirskydd av gummi. Många nyare modeller har fått en smalare motor placerad i längsriktningen och med kardandrivning på alla hjul. Därmed har man inte samma behov av slirskydd, och det blir lättare att hålla rälsen ren. 
De gamla motorerna är ofta av "allströmstyp", d.v.s. kan köras på växelström. Med hjälp av ombyggnadssatser från Märklin kan man bygga om dessa motorer för likströmsdrift. Fältspolen byts mot en permanentmagnet, och då får man en likströmsmotor som passar för digital körning. 

### Svenska modeller
Märklin har genom åren tillverkat en del modeller med svensk förebild. Den första av dessa var SJ:s Da-lok som gavs ut i både den korrekta bruna färgen och i en grön, "tyskliknande", variant utan verklig förebild. Senare fick denna modell artikelnumret 3030. En annan klassiker är Rc-loket som bytt målning ett par gånger i takt med att de verkliga Rc-loken bytt skepnad. Märklins första upplaga av Rc-loket hade artikelnummer 3043 och var märkt som SJs Rc-lok 1010. Förebilden 1010 heter idag Rc1 1010 och används som växellok på Sävenäs rangerbangård i Göteborg. Även SJs personvagnar från 1960-talet utgavs av Märklin i modell. Dessvärre är dessa (liksom flera andra fyraxliga personvagnar i sortimentet) alldeles för korta, då man medvetet har byggt modellerna i en längdskala av 1:100. Under 2000-talet gav Märklin ut ett svenskt ånglok litt Sa med tillhörande personvagnar, i en begränsad upplaga. Senare har också det elektriska växelloket litt Ub givits ut.
Genom åren har också flera startsatser med svenskt rullande material erbjudits. Utbudet av svenska lokmodeller har generellt blivit större de senaste åren, eftersom många av de lok som rullar på svenska järnvägar idag är importerade och ommålade utländska sådana. Märklin har därför kunnat erbjuda ommålade versioner av redan befintliga modeller för att få ett bättre utbud. Under 2013 kommer bl.a. efterlängtade modeller föreställande LKAB SJ MAS-vagnar samt inte minst DM3:an. Under 2013 släpptes även det första svenska loket med telexkoppel i båda ändarna, ett Nohab diesellok från företaget Strukton AB som tidigare hette SL Bansystem med artikelnummer 37679. I juni 2014 har man släppt ytterligare en svensk specialmodell föreställande RushRail 185.2 "Sleepy" Traxx ellok för den svenska marknaden i endast 499 exemplar. Under 2015 har även de första riktiga svenska timmervagnarna nått marknaden i form av RushRail timmertransportvagnar Sngs med artikelnummer 47089, ett vagnsset med fyra stycken vagnar.  
Likströmsversioner 
Förr gavs flera lok ut i en likströmsversion, ägnad åt tvårälsrallarna. Dessa lok gavs tilläggsnamnet Hamo. Hamo var från början en tillverkare av modellspårvagnar som köptes upp av Märklin. Idag ges Märklins likströmsutgåva ut av Trix som numera ingår i Märklinkoncernen. Bland annat har de svenska loken Sa och Ub givits ut i en tvårälsversion av Trix.

## Värde
Vissa äldre Märklin-modeller tillverkades i små serier och har med åren blivit sällsynta och därmed även tämligen värdefulla. Förmodligen är det detta faktum som ligger bakom den allmänt spridda missuppfattningen att även massproducerade och sönderlekta Märklin-startsatser från 1960-, 1970- och 1980-talen är värda mindre förmögenheter för den som hittar dem på vindar och i källare. Så är ytterst sällan fallet.